# AOT40
AOT40 staat voor het Engelstalige Accumulated Ozone exposure over a Threshold of 40 ppb (= 80 µg/m³) (opgetelde blootstelling aan ozon met een drempel van 40 ppb). Deze dient als toestandsindicator van de seizoensoverlast voor vegetatie. Het meet in hoeverre de troposferische ozon schade toebrengt aan de vegetatie. De parameter wordt berekend vanuit metingen die hoger zijn dan 80µg/m³. Men neemt de overschot hiervan dat boven de drempelwaarde uit komt (X- 80 µg/m³) en telt alle ozonuurwaarden tussen 8 en 20 uur (CET) op in de maanden mei, juni en juli. Hierdoor houdt de indicator dus zowel rekening met de mate van overschrijding als met de tijdsduur hiervan.
In 2010 werd er een Europese streefwaarde vastgelegd van 18.000 (µg/m³).h en een langetermijndoelstelling van 6.000 (µg/m³).h. In Vlaanderen lag dit getal in 2016 nog iets hoger dan de genoemde 6.000.
De indicator is niet volledig toereikend. Zo houdt het enkel rekening met de ozonconcentraties in de troposfeer, terwijl het echte effect van ozon op planten ook afhangt van de soort, de lichtintensiteit, de luchtvochtigheid, het bodemvocht, de temperatuur en het groeistadium van deze plant. Voor enkele plantensoorten, waaronder veel landbouwgewassen, is reeds een gespecialiseerde dosis-respons relatie afgeleid. Hieruit is het risico op schade beter in te schatten dan door gebruik van AOT40